# 德瓦拉科恩达
德瓦拉科恩达（Devarakonda），是印度安得拉邦Nalgonda县的一个城镇。总人口27130（2001年）。

## 人口
该地2001年总人口27130人，其中男性14247人，女性12883人；0—6岁人口3296人，其中男1756人，女1540人；识字率72.45%，其中男性为80.89%，女性为63.12%。